# Grotta del Pugnetto
Grotta del Pugnetto este o arie protejată (arie specială de conservare — SAC, sit de importanță comunitară — SCI) din Italia întinsă pe o suprafață de 19 ha, integral pe uscat.

## Localizare
Centrul sitului Grotta del Pugnetto este situat la coordonatele 45°16′22″N 7°24′49″E / 45.2728°N 7.4136°E.

## Înființare
Situl Grotta del Pugnetto a fost declarat sit de importanță comunitară în septembrie 1995 pentru a proteja 1 specie de plante și 4 specii de animale. Situl a fost protejat și ca arie specială de conservare în februarie 2017.

## Biodiversitate
Situată în ecoregiunea alpină, aria protejată conține 7 habitate naturale: Fânețe montane, Fânețe de joasă altitudine (Alopecurus pratensis, Sanguisorba officinalis), Păduri de fag Luzulo-Fagetum, Peșteri inaccesibile publicului, Păduri de Castanea sativa, Păduri de fag Asperulo-Fagetum, Păduri pe pante, grohotișuri și ravene de Tilio-Acerion.
La baza desemnării sitului se află mai multe specii protejate:
- plante (1): Asplenium adulterinum
- mamifere (4): liliac cu urechi mari (Myotis bechsteinii), liliac cărămiziu (Myotis emarginatus), liliac comun (Myotis myotis), liliacul mare cu potcoavă (Rhinolophus ferrumequinum)

Pe lângă speciile protejate, pe teritoriul sitului au mai fost identificate 7 specii de nevertebrate.